# Benedito de Assis da Silva
Benedito de Assis da Silva (São Paulo, 12 november 1952 – Curitiba, 6 juli 2014) was een Braziliaans voetballer, beter bekend onder zijn spelersnaam Assis.

## Biografie
Hij begon zijn carrière bij kleinere clubs en werd in 1979 opgemerkt door São Paulo, toen hij nog voor Francana speelde. Hij won twee keer op rij het Campeonato Paulista met São Paulo en ging toen voor Internacional spelen. In 1982 ging hij naar Atlético Paranaense waarmee hij het Campeonato Paranaense won. Hij vormde er een goed duo met Washington en beide spelers werden in 1973 door Fluminense binnen gehaald. Hier behaalde hij zijn grootste successen, drie keer op rij het Campeonato Carioca en in 1984 ook de landstitel. In 1987 verliet hij Fluminense en wou naar de Verenigde Staten om er voor een club uit Miami te spelen, maar hij kreeg geen visum en keerde terug naar Brazilië en terug naar Atlético Paranaense. Hij wisselde nog enkele keren van club en won in 1991 met Paraná nog het Campeonato Paranaense.
In 1984 riep bondscoach Edu hem voor twee vriendschappelijke wedstrijden op tegen Engeland en Uruguay.
Hij overleed in 2014 aan orgaanfalen op 61-jarige leeftijd.